# ورزشگاه دانشگاه ملک سعود
ورزشگاه دانشگاه ملک سعود (به عربی: ملعب جامعة الملك سعود) یا اول پارک (به عربی: الأول بارك) یک ورزشگاه در شهر ریاض پایتخت عربستان سعودی است. این ورزشگاه که از سال ۲۰۲۰ ورزشگاه اختصاصی باشگاه فوتبال النصر عربستان سعودی است در سال ۲۰۱۵ ساخته شد و گنجایش ۲۶٫۰۰۴ نفر را دارد. مالک این ورزشگاه دانشگاه ملک سعود است و به نام دومین پادشاه عربستان ملک سعود نامگذاری شده است.
قرار است این ورزشگاه محل برگزاری جام جهانی فوتبال ۲۰۳۴ باشد و پس از بازسازی، ظرفیت پیشنهادی آن ۴۶٫۳۲۹ نفر خواهد بود. این ورزشگاه میزبان بازی‌های مرحله گروهی و یک شانزدهم نهایی خواهد بود. همچنین میزبان مسابقات جام ملت‌های آسیا ۲۰۲۷، به ویژه مرحله گروهی و یک‌هشتم نهایی خواهد بود.

## نگارخانه

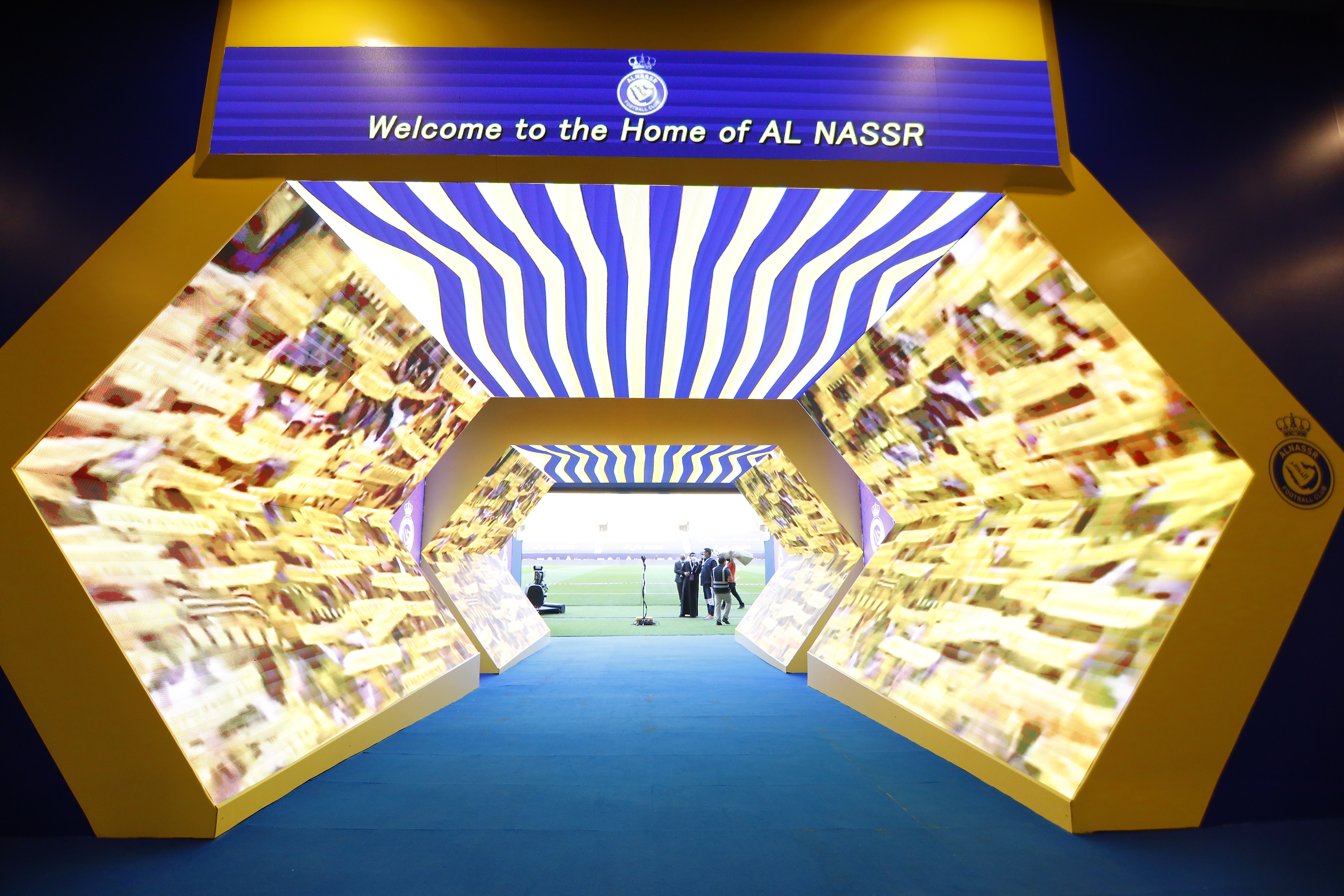
تونل بازیکنان اول پارک
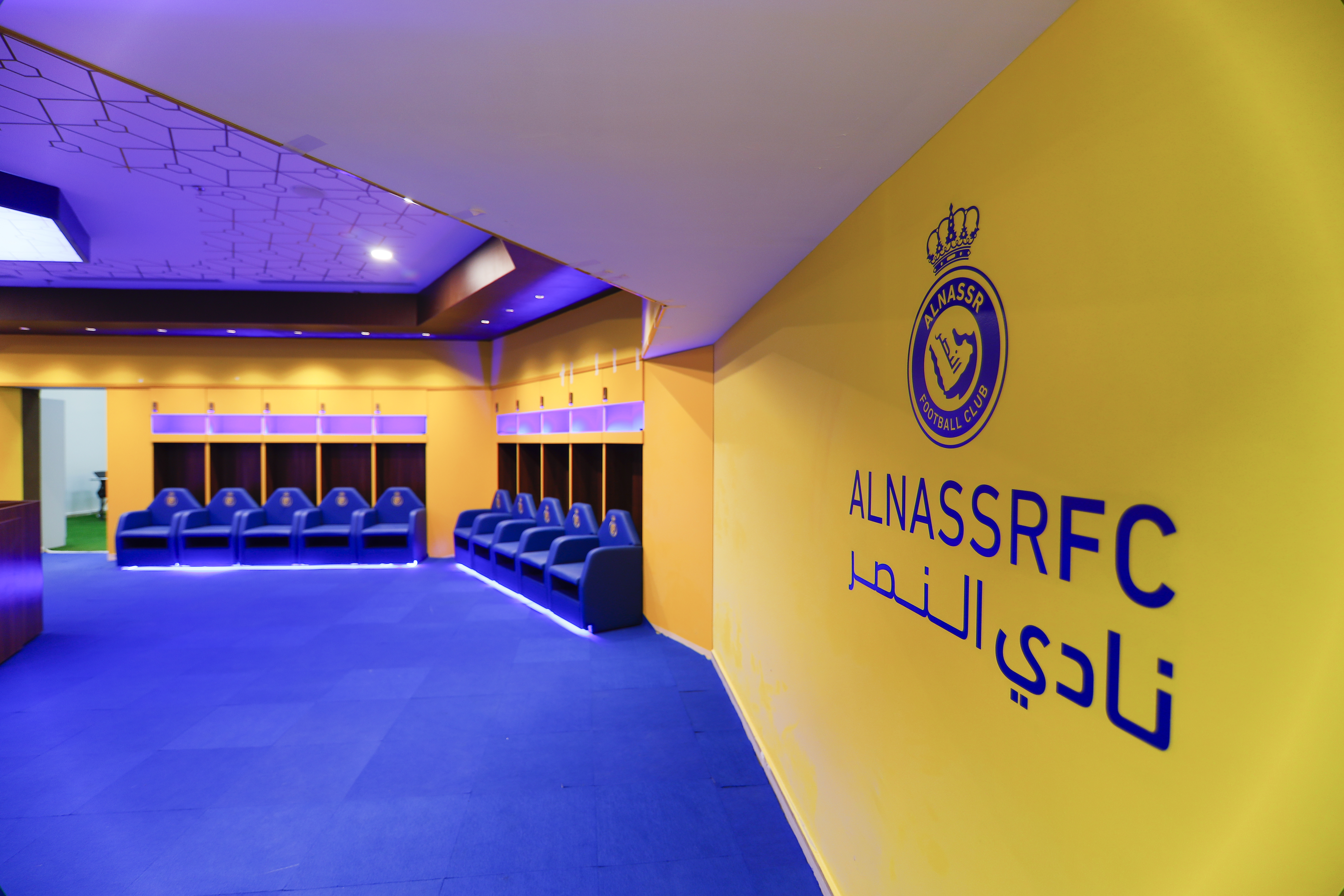
رختکن اول پارک

## توضیحات

### بازسازی‌ها
ساخت این ورزشگاه در سال ۲۰۱۱ آغاز شد و در ماه مه ۲۰۱۵ افتتاح گردید. بازسازی‌ها از سال ۲۰۳۰ تا ۲۰۳۲ و در راستای آماده‌سازی برای جام جهانی ۲۰۳۴ انجام خواهد شد.
ورزشگاه بازسازی‌شده دارای سقف چرخ پره‌دار سبک بیضی‌شکل و امکانات رفاهی با موقعیت استراتژیک خواهد بود که برای اطمینان از دسترسی و رعایت استانداردهای فیفا طراحی شده‌اند. این ورزشگاه که در محوطه دانشگاه ملک سعود در غرب شهر ریاض واقع شده است، دسترسی راحتی از مرکز شهر ارائه می‌دهد. در اطراف ورزشگاه، امکانات ورزشی دیگری مانند سالن مسابقات، استخر شنا و زمین‌های تنیس وجود دارد. در مجاورت محل برگزاری، مجتمع شلوغ و پر رفت و آمد یو واک، یک مجتمع چند منظوره برای دانشگاه ملک سعود که شامل فضاهای تجاری و خرده فروشی است، قرار دارد.

### پس از جام‌جهانی ۲۰۳۴
پس از جام جهانی، این ورزشگاه به عنوان خانه تیم‌های دانشگاه ملک سعود، از ورزش‌های دانشگاهی، فعالیت‌های اجتماعی و فوتبال زنان حمایت خواهد کرد. در این مرحله، بخشی از ردیف بالایی حذف خواهد شد و ظرفیت ورزشگاه به ۳۳٫۰۰۰ نفر کاهش می‌یابد.

## تاریخچه
کار ساخت و ساز در محوطه دانشگاه ملک سعود در غرب ریاض در بهار ۲۰۱۱ آغاز شد و افتتاحیه در مه ۲۰۱۵ انجام شد. کار ساخت و ساز به شرکت پیمانکاری هاشم، بر اساس طرح‌های مایکل کی سی چیاه و همسرش استف، سپرده شد و نمونه کارهای معماری آنها در زمینه استادیوم‌های فوتبال مستقر در عربستان سعودی را گسترش داد.
شرکت پیمانکاری هاشم، ورزشگاه را با مشخصات فنی (و قوانین فیفا برای بازی‌های بین‌المللی) و با بودجه ۲۱۵ میلیون ریال (۵۷ میلیون دلار) تحویل داد. این ورزشگاه به دلیل پوسته بیرونی سوراخ‌دار و فلزی‌اش، بسته به نور خورشید، ممکن است به رنگ قهوه‌ای خاکی یا طلایی به نظر برسد. پارک مرسول در پایان سال ۲۰۲۰ تحت بازسازی قرار گرفت و این بازسازی همچنان ادامه خواهد داشت تا آن را به مکانی جوان و خانوادگی با مناطق هواداران و مناطق تفریحی برای لذت بردن همه تبدیل کند.
در سال ۲۰۲۰، پس از امضای قرارداد با شرکت تحویل مرسول، این ورزشگاه عملیات تغییر نام تجاری خود را انجام داد و در نوامبر ۲۰۲۰ به «مرسول پارک» تبدیل شد.
در سال ۲۰۲۱، این ورزشگاه میزبان جام مارادونا بین بوکا جونیورز و بارسلونا به افتخار دیگو مارادونا بود که سال قبل درگذشت.
در آوریل ۲۰۲۳، پس از آنکه بانک اول سعودی قرارداد حمایت مالی ۱۵ میلیون دلاری را برای سه سال آینده امضا کرد، نام ورزشگاه به پارک الاول تغییر یافت.

## مسابقات مهم
- فینال سوپر جام اسپانیا ۲۰۲۴
- فینال سوپرجام ایتالیا ۲۰۲۳